# برای همیشه از دستت دادم
برای همیشه از دستت دادم (انگلیسی: Lost You Forever; چینی: 长相思; پین‌یین: Chang Xiang Si) یک مجموعه تلویزیونی چینی سال ۲۰۲۳ بر پایه رمان برای همیشه از دستت دادم آخرین بخش مجموعه کتاب‌های کوهستان و دریا اثر تونگ هوا است. این مجموعه به کارگردانی چین ژن و یانگ هوان و با بازی یانگ زی، ژانگ وان‌یی، دنگ وی، تان جیانسی، دای لو وا و وانگ هونگ‌یی است. فصل اول این مجموعه از ۲۴ ژوئیه تا ۱۵ اوت ۲۰۲۳ از تنسنت ویدئو پخش شد. فصل دوم از ۸ تا ۲۲ ژوئیه ۲۰۲۴ پخش شد. این سریال یک موفقیت تجاری بود و تحسین منتقدان هم در داخل و هم در سطح بین‌المللی را به دست آورد.

## بازیگران

### اصلی
- یانگ زی در نقش شیائو یائو / ون شیائو لیو / هائولینگ جیو یائو / شیلینگ جیو یائو
  - وانگ موتونگ در نقش شیائو یائو (جوانی)
  - ما یی‌رویی در نقش شیائو یائو (جوانی)
- ژانگ وان‌یی در نقش شی‌یان کانگ شوان
  - لی ژن‌ژن در نقش کانگ شوان (جوانی)
- دنگ وی در نقش توشان جینگ / یه شی‌چی
  - ژانگ جینگ‌یی در نقش توشان جینگ (جوانی)
- تان جیانسی در نقش شیانگ لیو / فانگ‌فنگ بی
- دای لو وا در نقش آه نیان / هائولینگ یی
- وانگ هونگ‌یی در نقش چیشویی فنگ لونگ